# Фраат II
Фраат II е владетел на Партия от династията на Арсакидите. Управлява в периода около 137 – 127 г. пр.н.е. или около 132 – 126 г. пр.н.е.
Фраат II е син и наследник на Митридат I, под чието управление Партия се превръща в могъща империя. При възкачването на Фраат II, Партската империя е заплашена едновременно от изток и запад. През 130 – 129 г. пр.н.е. селевкидския цар Антиох VII Сидет нахлува в Месопотамия и Мидия, но Фраат II разгромява армията на нашествениците. По-късно загива в битка срещу тохарите (юеджи) на източната граница.